# Открытый чемпионат Германии по теннису среди женщин
Открытый чемпионат Германии (также известен под названиями Grass Court Championships Berlin и bett1open, ранее проходил под спонсорскими названиями Qatar Telecom German Open; Lufthansa Cup) — профессиональный международный женский теннисный турнир, проходящий на травяных кортах (с 1979 по 2008 год на грунтовых кортах) Берлина, с призовым фондом около 925 тысяч долларов при турнирной сетке, рассчитанной на 28 участниц в одиночном разряде и 16 пар. С 2021 года относится к категории WTA 500, а с 1988 по 2008 год относился к высшей, 1-й категории турниров Женской теннисной ассоциации (WTA).

## История
С 1971 года женский Открытый чемпионат Германии проходил в Гамбурге параллельно с мужским. Несмотря на участие ведущих теннисисток мира, женский турнир оставался в тени мужского, и в 1979 году его перенесли в Западный Берлин. Несмотря на крупный по тем временам призовой фонд в размере ста тысяч долларов, турнир посетили только 4000 зрителей. На следующий год вместо Открытого чемпионата Германии были проведены матчи Кубка Федерации, но уже с 1981 года берлинский турнир получил постоянную прописку в календаре тура Virginia Slims.
В 1983 году старый теннисный стадион постройки 1949 года, на котором проводился турнир, был снесён, а игры Открытого чемпионата Германии переведены на новый стадион с центральным кортом, рассчитанным на 3600 зрительских мест. Титульным спонсором турнира стала компания «Fila». Среди участниц турнира была и 13-летняя Штеффи Граф.
В 1986 году трибуны центрального корта были расширены до 4000 мест и открыт второй центральный корт на 1400 мест. Общая вместимость трибун стадиона была доведена до 7000 мест, включая сто шестиместных лож для особо важных персон.
В 1990 году, после падения Берлинской стены турнир впервые принял зрителей из Восточной Германии.
Компания «Lufthansa», генеральный спонсор турнира, возвела вокруг второго центрального корта временную трибуну, билеты на которую продавались с особыми скидками и которая быстро получила название Восточной трибуны. Общее число зрителей на турнире превысило 45 тысяч человек.
В дальнейшем призовой фонд турнира возрос до 700 тысяч долларов, затем до 900 и наконец до 1,2 миллиона. В роли титульных спонсоров побывали Eurocard и MasterCard. Однако после окончания карьеры Штеффи Граф, выигрывавшей берлинский турнир девять раз, наметился спад интереса, и в 2003 году турнир, до этого приносивший миллионные доходы, оказался убыточным впервые с 1986 года. В этом году истек срок всех спонсорских контрактов, и только осенью следующего года к турниру проявила интерес теннисная федерация Катара, заключившая с организаторами контракт на семь миллионов долларов с перспективой переноса турнира в Доху. Ежегодное число зрителей упало с более чем сорока до двадцати тысяч, а из 110 VIP-лож были заполнены только семь. В 2009 году, при реформе турнирной сетки WTA-тура Берлин потерял право на проведение турнира высшей категории, но в Дохе к этому моменту уже проводились финальные турниры года. В конечном итоге, место берлинского турнира в календаре занял турнир в Варшаве.
В 2020 году турнир вновь появился в календаре, но был отменён из-за пандемии коронавирусной инфекции. В итоге первый розыгрыш турнира уже на травяном покрытии состоялся в июне 2021 года.

## Победительницы и финалистки
Безоговорочной рекордсменкой турнира по количеству титулов является Штеффи Граф, выигрывавшая его девять раз в одиночном разряде и ещё один раз в парах. Граф также проиграла два финала в одиночном разряде и один в парном. В парном разряде чаще всех (четыре раза) побеждала Наталья Зверева.
Помимо Граф, ряд представительниц ФРГ выигрывали турнир в одиночном и парном разрядах. Хельга Ниссен-Мастхофф становилась победительницей в общей сложности пять раз, по несколько титулов также у Клаудии Коде-Кильш и Хейди Орт. Однако последний раз германская теннисистка выигрывала в Берлине только в 1996 году.
Наиболее титулованной представительницей республик бывшего СССР в Берлине после Зверевой была Лариса Савченко-Нейланд, трижды побеждавшая в парах, в том числе один раз со Зверевой. В последние годы проведения турнира успех в одиночном разряде дважды сопутствовал представительницам России — Надежде Петровой, до этого побеждавшей и в парах, и Динаре Сафиной. Первый розыгрыш после возобновления турнира в 2021 году смогла выиграть россиянка Людмила Самсонова.

### Финалы турнира
| Год       | Победительница                  | Финалистка                      | Счёт                            |
| --------- | ------------------------------- | ------------------------------- | ------------------------------- |
| Берлин    |                                 |                                 |                                 |
| 2025      | Маркета Вондроушова             | Ван Синьюй                      | 7-6(10) 4-6 6-2                 |
| 2024      | Джессика Пегула                 | Анна Калинская                  | 6-7(0) 6-4 7-6(3)               |
| 2023      | Петра Квитова                   | Донна Векич                     | 6-2 7-6(6)                      |
| 2022      | Онс Жабёр                       | Белинда Бенчич                  | 6-3 2-1 — отказ                 |
| 2021      | Людмила Самсонова               | Белинда Бенчич                  | 1-6 6-1 6-3                     |
| 2020      | Отменён из-за пандемии COVID-19 | Отменён из-за пандемии COVID-19 | Отменён из-за пандемии COVID-19 |
| 2009—2019 | Не проводился                   | Не проводился                   | Не проводился                   |
| 2008      | Динара Сафина                   | Елена Дементьева                | 3-6 6-2 6-2                     |
| 2007      | Ана Иванович                    | Светлана Кузнецова              | 3-6 6-4 7-6(4)                  |
| 2006      | Надежда Петрова                 | Жюстин Энен                     | 4-6 6-4 7-5                     |
| 2005      | Жюстин Энен (3)                 | Надежда Петрова                 | 6-3 4-6 6-3                     |
| 2004      | Амели Моресмо (2)               | Винус Уильямс                   | без игры                        |
| 2003      | Жюстин Энен (2)                 | Ким Клейстерс                   | 6-4 4-6 7-5                     |
| 2002      | Жюстин Энен                     | Серена Уильямс                  | 6-2 1-6 7-6(5)                  |
| 2001      | Амели Моресмо                   | Дженнифер Каприати              | 6-4 2-6 6-3                     |
| 2000      | Кончита Мартинес (2)            | Аманда Кётцер                   | 6-1 6-2                         |
| 1999      | Мартина Хингис                  | Жюли Алар-Декюжи                | 6-0, 6-1                        |
| 1998      | Кончита Мартинес                | Амели Моресмо                   | 6-4 6-4                         |
| 1997      | Мэри-Джо Фернандес              | Мэри Пирс                       | 6-4 6-2                         |
| 1996      | Штеффи Граф (9)                 | Карина Габшудова                | 4-6 6-2 7-5                     |
| 1995      | Аранча Санчес Викарио           | Магдалена Малеева               | 6-4 6-1                         |
| 1994      | Штеффи Граф (8)                 | Бренда Шульц                    | 7-6(6), 6-4                     |
| 1993      | Штеффи Граф (7)                 | Габриэла Сабатини               | 7-6(3), 2-6 6-4                 |
| 1992      | Штеффи Граф (6)                 | Аранча Санчес Викарио           | 4-6 7-5 6-2                     |
| 1991      | Штеффи Граф (5)                 | Аранча Санчес Викарио           | 6-3 4-6 7-6(6)                  |
| 1990      | Моника Селеш                    | Штеффи Граф                     | 6-4 6-3                         |
| 1989      | Штеффи Граф (4)                 | Габриэла Сабатини               | 6-3 6-1                         |
| 1988      | Штеффи Граф (3)                 | Хелена Сукова                   | 6-3 6-2                         |
| 1987      | Штеффи Граф (2)                 | Клаудиа Коде-Кильш              | 6-2 6-3                         |
| 1986      | Штеффи Граф                     | Мартина Навратилова             | 6-2 6-3                         |
| 1985      | Крис Эверт (2)                  | Штеффи Граф                     | 6-4 7-5                         |
| 1984      | Клаудиа Коде-Кильш              | Кэтлин Хорват                   | 7-6(8), 6-1                     |
| 1983      | Крис Эверт-Ллойд                | Кэтлин Хорват                   | 6-4 7-6(1)                      |
| 1982      | Беттина Бунге                   | Кэти Риналди-Станкел            | 6-2 6-2                         |
| 1981      | Регина Маршикова                | Иванна Мадруга-Оссес            | 6-2 6-1                         |
| 1979      | Каролин Столл                   | Регина Маршикова                | 7-6 6-0                         |
| Гамбург   |                                 |                                 |                                 |
| 1978      | Мима Яушовец                    | Вирджиния Рузичи                | 6-2 6-3                         |
| 1977      | Лора Дюпон                      | Хейди Айстерленер               | 6-1 6-4                         |
| 1976      | Сью Баркер                      | Рената Томанова                 | 6-3 6-1                         |
| 1975      | Рената Томанова                 | Кадзуко Савамацу                | 7-6 5-7 10-8                    |
| 1974      | Хельга Ниссен-Мастхофф (3)      | Мартина Навратилова             | 6-4 5-7 7-3                     |
| 1973      | Хельга Ниссен-Мастхофф (2)      | Пат Вальдкен-Преториус          | 6-4 6-1                         |
| 1972      | Хельга Ниссен-Мастхофф          | Линда Туэро                     | 6-3 3-6 8-6                     |
| 1971      | Билли-Джин Кинг                 | Хельга Ниссен-Мастхофф          | 6-3 6-2                         |

| Год       | Победительница                            | Финалистка                                        | Счёт                            |
| --------- | ----------------------------------------- | ------------------------------------------------- | ------------------------------- |
| 2025      | Тереза Михаликова Оливия Николлс          | Жасмин Паолини Сара Эррани                        | 4-6 6-2 [10-6]                  |
| 2024      | Ван Синьюй Чжэн Сайсай                    | Вероника Кудерметова Чжань Хаоцин                 | 6-2 7-5                         |
| 2023      | Каролин Гарсия Луиза Стефани              | Маркета Вондроушова Катерина Синякова             | 4-6 7-6(8) [10-4]               |
| 2022      | Сторм Сандерс Катерина Синякова           | Ализе Корне Джил Тайхман                          | 6-4 6-3                         |
| 2021      | Виктория Азаренко Арина Соболенко         | Николь Мелихар Деми Схюрс                         | 4-6 7-5 [10-4]                  |
| 2020      | Отменён из-за пандемии COVID-19           | Отменён из-за пандемии COVID-19                   | Отменён из-за пандемии COVID-19 |
| 2009—2019 | Не проводился                             | Не проводился                                     | Не проводился                   |
| 2008      | Кара Блэк Лизель Хубер                    | Нурия Льягостера Вивес Мария Хосе Мартинес Санчес | 3-6 6-2 [10-2]                  |
| 2007      | Лиза Реймонд Саманта Стосур               | Роберта Винчи Татьяна Гарбин                      | 6-3 6-4                         |
| 2006      | Чжэн Цзе Янь Цзы                          | Елена Дементьева Флавия Пеннетта                  | 6-2 6-3                         |
| 2005      | Вера Звонарёва Елена Лиховцева            | Кара Блэк Лизель Хубер                            | 4-6 6-4 6-3                     |
| 2004      | Надежда Петрова Меган Шонесси (2)         | Жанетта Гусарова Кончита Мартинес                 | 6-2 2-6 6-1                     |
| 2003      | Вирхиния Руано Паскуаль Паола Суарес      | Ким Клейстерс Ай Сугияма                          | 6-3 4-6 6-4                     |
| 2002      | Елена Дементьева Жанетта Гусарова         | Даниэла Гантухова Аранча Санчес Викарио           | 0-6 7-6(3), 6-2                 |
| 2001      | Элс Калленс Меган Шонесси                 | Кара Блэк Елена Лиховцева                         | 6-4 6-3                         |
| 2000      | Кончита Мартинес Аранча Санчес Викарио    | Аманда Кётцер Корина Морариу                      | 3-6 6-2 7-6(7)                  |
| 1999      | Натали Тозья (2) Александра Фусаи         | Яна Новотна Патрисия Тарабини                     | 6-3 7-5                         |
| 1998      | Линдсей Дэвенпорт (2) Наталья Зверева (4) | Натали Тозья Александра Фусаи                     | 6-3 6-0                         |
| 1997      | Линдсей Дэвенпорт Яна Новотна (2)         | Наталья Зверева Джиджи Фернандес                  | 6-2 3-6 6-2                     |
| 1996      | Мередит Макграт Лариса Нейланд (3)        | Хелена Сукова Мартина Хингис                      | 6-1 5-7 7-6(4)                  |
| 1995      | Инес Горрочатеги Аманда Кётцер            | Лариса Нейланд Габриэла Сабатини                  | 4-6 7-6(3), 6-2                 |
| 1994      | Наталья Зверева (3) Джиджи Фернандес (2)  | Яна Новотна Аранча Санчес Викарио                 | 6-3 7-6(2)                      |
| 1993      | Наталья Зверева (2) Джиджи Фернандес      | Дебби Грэм Бренда Шульц                           | 6-1 6-3                         |
| 1992      | Лариса Нейланд (2) Яна Новотна            | Наталья Зверева Джиджи Фернандес                  | 7-6(5), 4-6 7-5                 |
| 1991      | Наталья Зверева Лариса Нейланд            | Николь Провис Элна Рейнах                         | 6-3 6-3                         |
| 1990      | Николь Провис Элна Рейнах                 | Гана Мандликова Яна Новотна                       | 6-2 6-1                         |
| 1989      | Элизабет Смайли Дженин Томпсон            | Лиза Грегори Гретхен Мейджерс                     | 5-7 6-3 6-2                     |
| 1988      | Изабель Демонжо Натали Тозья              | Клаудиа Коде-Кильш Хелена Сукова                  | 6-2 4-6 6-4                     |
| 1987      | Клаудиа Коде-Кильш (2) Хелена Сукова (3)  | Катарина Линдквист Тина Шойер-Ларсен              | 6-1 6-2                         |
| 1986      | Штеффи Граф Хелена Сукова (2)             | Мартина Навратилова Андреа Темешвари              | 7-5 6-2                         |
| 1985      | Клаудиа Коде-Кильш Хелена Сукова          | Штеффи Граф Катрин Танвье                         | 6-4 6-1                         |
| 1984      | Кэнди Рейнольдс Энн Хоббс (2)             | Вирджиния Рузичи Кэтлин Хорват                    | 6-3 4-6 7-6(11)                 |
| 1983      | Джо Дьюри Энн Хоббс                       | Клаудиа Коде-Кильш Ева Пфафф                      | 6-4 7-6(1)                      |
| 1982      | Лиз Гордон Беверли Молд                   | Беттина Бунге Клаудиа Коде-Кильш                  | 6-3 6-4                         |
| 1981      | Розалин Фербенк Таня Харфорд              | Сью Баркер Рената Томанова                        | 6-3 6-4                         |
| 1979      | Розмари Казальс (2) Венди Тёрнбулл        | Ивонн Гулагонг Керри Рейд                         | 6-2 7-5                         |
| 1978      | Вирджиния Рузичи Мима Яушовец             | Хельга Мастхофф Катя Эббингауз                    | 6-4 5-7 6-0                     |
| 1977      | Линки Босхофф (2) Илана Клосс (2)         | Регина Маршикова Рената Томанова                  | 2-6 6-4 7-5                     |
| 1976      | Линки Босхофф Илана Клосс                 | Лора Дюпон Венди Тёрнбулл                         | 4-6 7-5 6-1                     |
| 1975      | Рената Томанова Диэнн Фромхольц           | Паулина Пейсахов Кадзуко Савамацу                 | 6-3 6-2                         |
| 1974      | Ракель Жискар Хельга Шульце               | Мартина Навратилова Рената Томанова               | 6-3 6-2                         |
| 1973      | Хельга Мастхофф (2) Хейди Орт (2)         | Кристин Креммер Лаура Россоув                     | 6-1 6-2                         |
| 1972      | Хельга Мастхофф Хейди Орт                 | Валери Зигенфасс Венди Овертон                    | 6-3 2-6 6-0                     |
| 1971      | Розмари Казальс Билли-Джин Кинг           | Хельга Мастхофф Хейди Орт                         | 6-2 6-1                         |